# Іоан Пустельник
Іоанн Пустельник, Єгипетський (дав.-гр. Ιωάννης ὁ ἐν τῷ φρέατι; ? — IV століття) — християнський святий.

## Житіє
Напівлегендарні відомості про цього подвижника збереглися в 3 агіографічних традиціях: грецькій, сирійській та вірменській. 
Іван народився приблизно в IV ст. в місті Кесарія Палестинська. Його мати була християнкою по імені Юлія або Улянія, багатою вдовою. Своїх дітей (Івана і його сестру) вона навчала як світським наукам, так і наставляла у християнських чеснотах. Оскільки цей період можна охарактеризувати як початок найтяжчих гонінь на християн з боку Римської імперії, мати була змушена переховуватися разом з Іоанном та його сестрою. У ранньому віці Іоан, не кажучи нічого матері, відвідував для молитов храм, що знаходиться поряд. У цьому храмі якийсь праведник порадив йому відбути в пустелю. У 13 років Іван віддалився в пустелю (імовірно Єгипетську). Перші настанови про подвижницьке життя Іван отримав від єгиптянина, відлюдника прп. Фармуфія. У пустелі Ангел вказав Іоанну шлях до глибокого колодязя, який був наповнений зміями і скорпіонами. Тоді Іоанн, помолившись, стрибнув униз і залишився неушкодженим. Сорок днів Іоанн молився в колодязі без їжі, води і сну, після чого гади покинули колодязь. Іоанн прожив в колодязі 10 років. Їжу приносив йому Ангел через прп. Фармуфія. Долаючи різні спокуси, Іоанн прожив у тому колодязі 10 років. Після того як знайшов його з волі Божої чернець Хирісій та записав його житіє, Іван відійшов до Господа.